# رالف ستاكبول

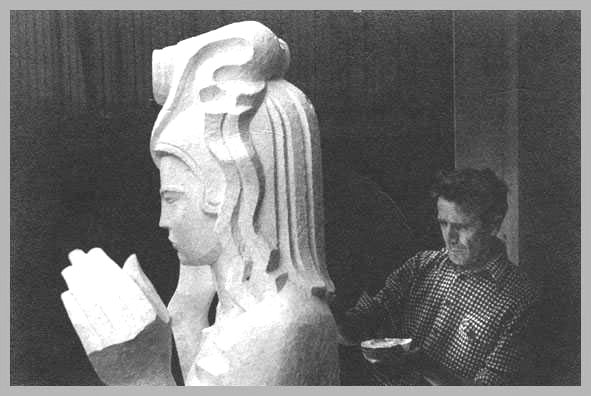
رالف وارد ستاكبول

كان رالف وارد ستاكبول (1 مايو 1885- 10 ديسمبر 1973) نحاتًا ورسامًا ورسام جداريات ونقاش ومعلم تربية فنية أمريكي، وفنان سان فرانسيسكو الرائد في خلال عشرينيات وثلاثينيات القرن الماضي. كان ستاكبول منخرطًا في فن وقضايا الواقعية الاجتماعية، ولا سيما في خلال الكساد الكبير، عندما كان جزءًا من مشروع الأشغال العامة للفنون، ومشروع الفن الفيدرالي لإدارة تقدم الأعمال، وقسم الرسم والنحت بوزارة الخزانة. كان ستاكبول مسؤولًا عن التوصية بأن يجلب المهندس المعماري تيموثي إل. فلويغر رسام الجداريات المكسيكي دييغو ريفييرا إلى سان فرانسيسكو للعمل في بورصة سان فرانسيسكو وبرج المكتب الملحق بها في 1930- 1931. صار ابنه بيتر ستاكبول مصورًا صحفيًا معروفًا.

## بداية حياته المهنية
عمل ستاكبول عاملًا في وقت مبكر من حياته ليعيل نفسه وأمه عقب وفاة أبيه في حادثة منشار دائري في منشرة خشب. في عمر السادسة عشرة، جاء إلى سان فرانسيسكو ليدرس في مدرسة كاليفورنيا للتصميم (معهد سان فرانسيسكو للفنون الآن) بدءًا من عام 1903، وتأثر شديد التأثير بآرثر فرانك ماثيوز، وهو رسام جداريات ورسام في الكلية. التقى الرسامة هيلين آرنستاين (هيلين سالز لاحقًا) عندما كان كلاهما مراهقًا، وصارت حبيبته الأولى. وصفت آرنستاين -وهي ابنة محبي فنون يهوديين وأكبر من ستاكبول بعام- ستاكبول بأنه «مصمم استثنائي» يرسم ويخطط باستمرار. كانت أقل إعجابًا بحسّه اللوني من دقة خطوطه. صقل ستاكبول حرفته بالعمل مع فنانين في مجمّع مونتغمري، والذي سُمي معابثةً «بمجمع القرد»، وهو وكر بوهيمي ضم استوديوهات للرسم والنحت. بعد زلزال سان فرانسيسكو 1906، استخدم منحة قدرها 200 دولار أمريكي (6.000 دولار أمريكي بحسب القيمة الحالية) ليسافر إلى فرنسا ويرتاد كلية الفنون الجميلة في فصل أنتونين ميرسييه في 1906- 1908، وقدم عرضًا في الصالون في 1910. كان في باريس أن صادق الرسام دييغو ريفييرا. رسم تحت إشراف روبرت هنري في نيويورك في 1911.

## سان فرانسيسكو

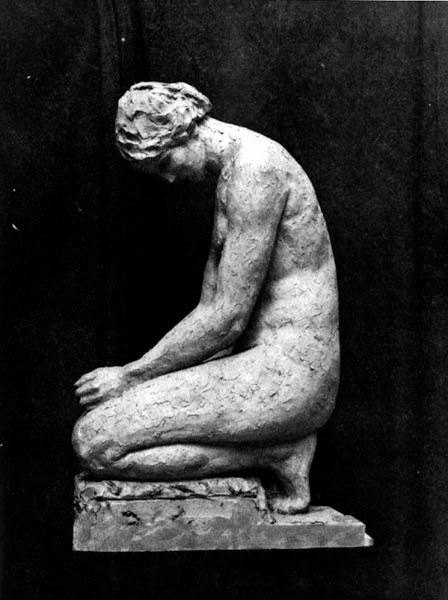
نحت "العبادة" لرالف ستاكبول

عاد ستاكبول إلى سان فرانسيسكو في 1912 وتزوج أديل بارنز، وهي طالبة فنون لدى كزافييه مارتينيز تصغره بشهرين وواحدة من المتخرجين الاوائل في أكاديمية كاليفورنيا للفنون والحرف. كانت أديل ستاكبول من أنصار الكمالية في مناح كثيرة، بما في ذلك دقة نقوش لوحات الكتب خاصتها والمطالب التي فرضتها على علاقاتها. في 15 يونيو 1913، وُلد بيتر ابن آل ستاكبول في سان فرانسيسكو.
كان ستاكبول جزءًا من الرباعي الذين أسسوا جمعية كاليفورنيا للنقاشين (سي إس إي) مبكرًا في 1913. كان بقية المؤسسين روبرت إتش. هارش، وهو نقاش وأستاذ فنون في جامعة ستانفورد، والنقاش والمربي بيدرو ليموس، الذي كان يدرّس في معهد سان فرانسيسكو للفنون، وغوتاردو بياتزوني، وهو رسام إيطالي أمريكي ورسام جداريات كان معلّم ستاكبول في فرنسا. عرضت سي إس إي مرتين في 1913، وازدادت إلى 78 عضوًا فنانًا وخمسة زملاء بعد عامين. في 1926، أدرج المنشور السنوي 46 فنانًا عضوًا و156 عضوًا شريكًا، وكان ستاكبول ما يزال عضوًا. بعد عقود، اندمجت سي إس إي مع مجموعة ثانية لتصير جمعية كاليفورنيا للطباعين.

### معرض بنما والمحيط الهادئ الدولي
في الوقت نفسه تقريبًا، كُلف ستاكبول بنحت ملامح معمارية لمعرض بنما والمحيط الهادئ الدولي لعام 1915، وهي مهمة كبرى كان من المفترض أن تستغرق عامين لإكمالها، حتى بمساعدة مساعدين. ليقدم بوابة دخول كبرى إلى قصر الصناعات المتنوعة، أكمل نسخة من المدخل الرئيسي لهوسبيس سانتا كروز، المبني في توليدو بإسبانيا في القرن السادس عشر. استبدل تصميم ستاكبول بشخصيات القديسين الكاثوليكيين الأصلية شخصيات من الصناعة. تضمنت أعماله لقصر الصناعات «الرجل ذو المنقار»، و«مجموعة الطبلة للصناعات المتنوعة»، و«العالم الجديد يتلقى أعباء قديمة»، و«الشخصية الأساسية»، و«قوة الصناعة». نحت ستاكبول كذلك شخصيات من «فكره» على الأعمدة المحيطة بأنصاف قبب الواجهة الغربية لمجموعة القصر. في قصر الفنون الجميلة، أنشأ ستاكبول تمثالًا لفينوس «راكعة» على مذبح الإلهام. كان الزوار الراغبون برؤية «فينوس» يُبقون بعيدين نحو خمسين ياردة (خمسين مترًا) بواسطة بحيرة من صنع الإنسان.

### الميول الحديثة
ذهب ستاكبول رفقة بياتزوني ثانية إلى فرنسا في 1922، وأخذ عائلته معه، فسجل ابنه ذو تسع السنوات في مدرسة ألزاسيين، وهي مدرسة خاصة في باريس. رغب الفنانان بتقصي أحدث الميول في أوروبا، وصادفوا دييغو ريفييرا. عندما كانوا هناك، تفكك زواج ستاكبول، وعاد إلى منطقة الخليج في 1923 رفقة فنانة طبيعة صامتة فرنسية عمرها أربعة وعشرون عامًا وموديلًا اسمها فرانسين مازن، وتلقب «بجينيت»، وعادت زوجته وابنه بعد السنة الدراسية ليسكنا في الطرف الآخر من الخليج بأوكلاند. حصل ستاكبول على طلاق، ثم تزوج من جينيت في المكسيك.
في نهاية 1923، نظم ستاكبول معرضًا فنيًا كبيرًا، بشراكة بياتزوني. كان هذا أول عرض فني واسع النطاق في سان فرانسيسكو منذ 1915، إذ لم يكن ثمة اندفاع فنانين متوقع بعد معرض بنما والمحيط الهادئ الدولي. كان المعرض، الذي أقيم في قاعة بولك بمدرج سيفيك، مصاحبًا لمعرض طباعة قريب تضمن أعمال غوغين وماتيس. شعرت الناقدة والكاتبة لورا برايد باورز أن الواقعة كانت خيبة أمل، وعرضت «أمثلة مبهمة» لفنانين رائدين، وفشلت في عرض أي أعمال دادائية أو طليعية لبيكاسو.
في 1926، أوصل ستاكبول نافورة ويليام أيه. كولمان إلى مدينة ساكرامنتو، وهو عمل حديث (متموضع مركزيًا في ما يعرف الآن بحديقة سيزار تشافيز) يمجد إتمام المدينة لمشروع ترشيح مياه شاق. في ذلك العام نفسه، سافر ستاكبول إلى مدينة المكسيك ليرى ريفييرا يعمل على بعض من رسوماته الجدارية البالغ عددها 124 لوحة في فناء أمانة التعليم العام. بعد أن عاد رفقة لوحة صغيرة لريفييرا، منحها ستاكبول لرئيس لجنة فنون سان فرانسيسكو ويليام غيرسل (الذي كان في البداية غير مهتم)، وبدأ سعيًا دام عدة سنوات لجلب ريفييرا ليعمل في كاليفورنيا.
قبل ستاكبول عرضًا ليدرّس في مدرسته السابقة، وقد تغير اسمها إلى مدرسة كاليفورنيا للفنون الجميلة (سي إس إف أيه) [معهد فنون سان فرانسيسكو الآن]. لمدة زمنية دامت عشرين عامًا تقريبًا، درّس عددًا من المواد. درست دور بوثويل النحت تحت إشراف ستاكبول، الذي كان رئيس قسم النحت آنذاك، وكان برأيها متحيزًا جنسيًا، إذ قالت إنه قال للنساء في الفصل إن «المكان الذي ينتمين له حقًا هو سريره».